# Шиммельман, Генрих Карл фон
Генрих Карл граф фон Шиммельман (13 июля 1724, Деммин, княжество Мекленбург —16 февраля 1782, Копенгаген, Дания) — немецко-датский государственный и политический деятель, предприниматель.

## Биография
Сын купца. Начинал, как торговец, изучал коммерцию в Штеттине. Вскоре после этого, основал магазин-склад и занимался торговлей в Дрездене, потом открыл представительство в Гамбурге. В 1755 году
Шиммельман был назначен ответственным за сбор налогов в курфюршестве Саксония, что позволило ему взять под контроль поставки в прусскую армию короля Фридриха Великого во время Семилетней войны. После того, как армия Фридриха заняла Саксонию, купил и выгодно перепродажа королю Мейсенскую фарфоровую мануфактуру.

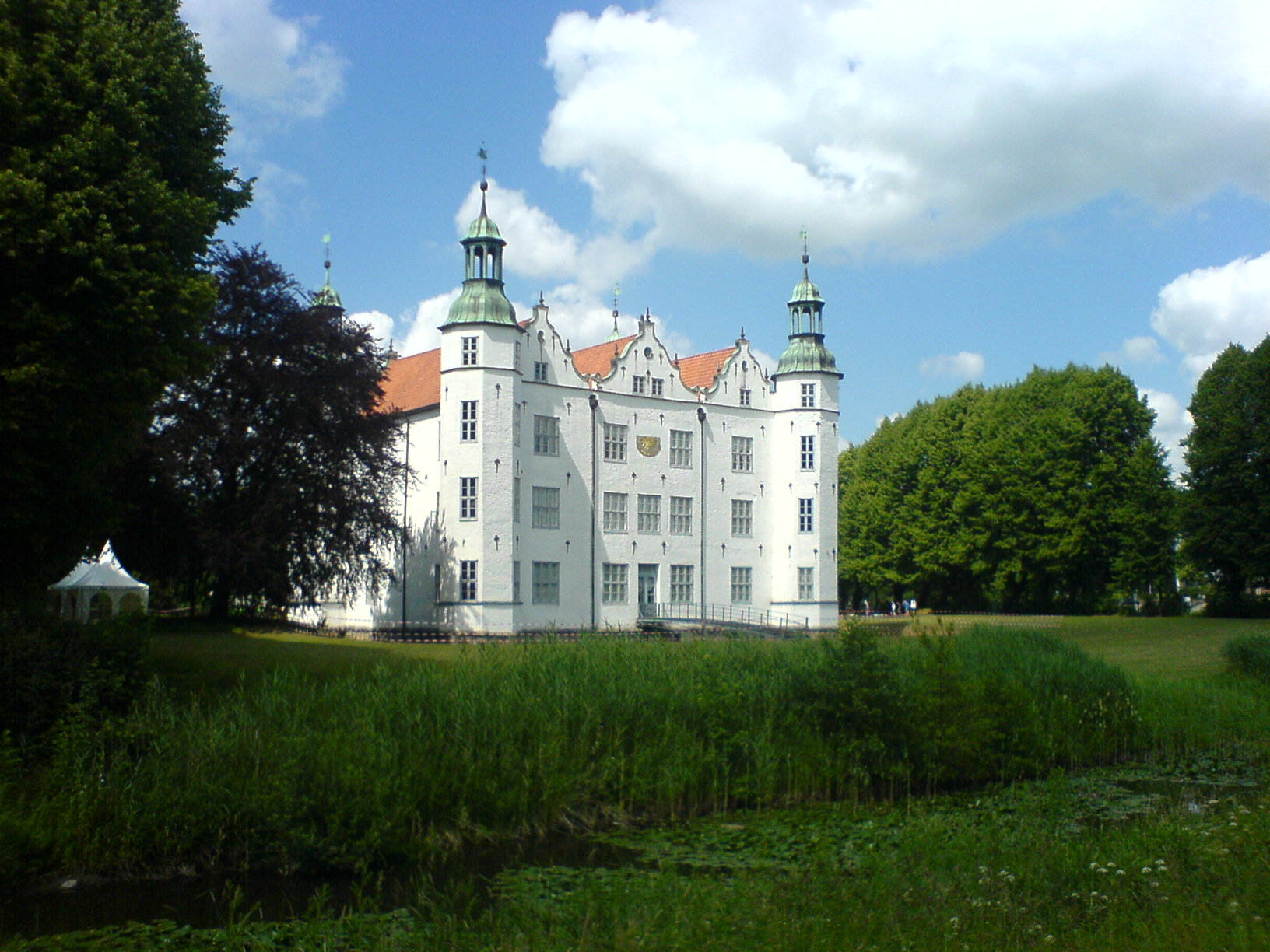
Замок Аренсбург

В 1759 году переехал в Гамбург и купил имение Аренсбург в Гольштейне .
Будучи предприимчивым человеком, Шиммельман занимался торговлей недвижимостью, поставками хлеба для военных нужд, строил каналы, устраивал лотереи и проворачивал финансовые махинации. Был владельцем сахарных плантаций, производил хлопок и оружие, издавал газеты.
Глава датского правительства, граф Йоханн Хартвиг Эрнст Бернсторф, оценив способности Шиммельмана, пригласил его в 1761 году на службу к датскому королю.
Талант и репутацию Шиммельман использовал для получения выгодных кредитов из-за рубежа, чтобы поддерживать расшатанную датскую государственную и финансовую систему на плаву. В 1762—1765 годах Шиммельман успешно работал по обеспечению датского правительства, иногда даже за счёт собственных средств. В сентябре 1762 года, с целью улучшения финансового положения Дании, Г. К. Шиммельман принял решение о введении экстраординарного подоходного налога, что привело к волнениям в стране. Однако он обеспечил государственные финансы и стабилизировал финансовые рынки.
На финансовом поприще Шиммельман проявил себя настолько успешно, что удостоился графского титула и был награждён орденом Слона. Заслуги бывшего купца перед датской короной оказались так велики, что даже его сын Эрнст Хайнрих впоследствии смог занять пост министра финансов Дании.

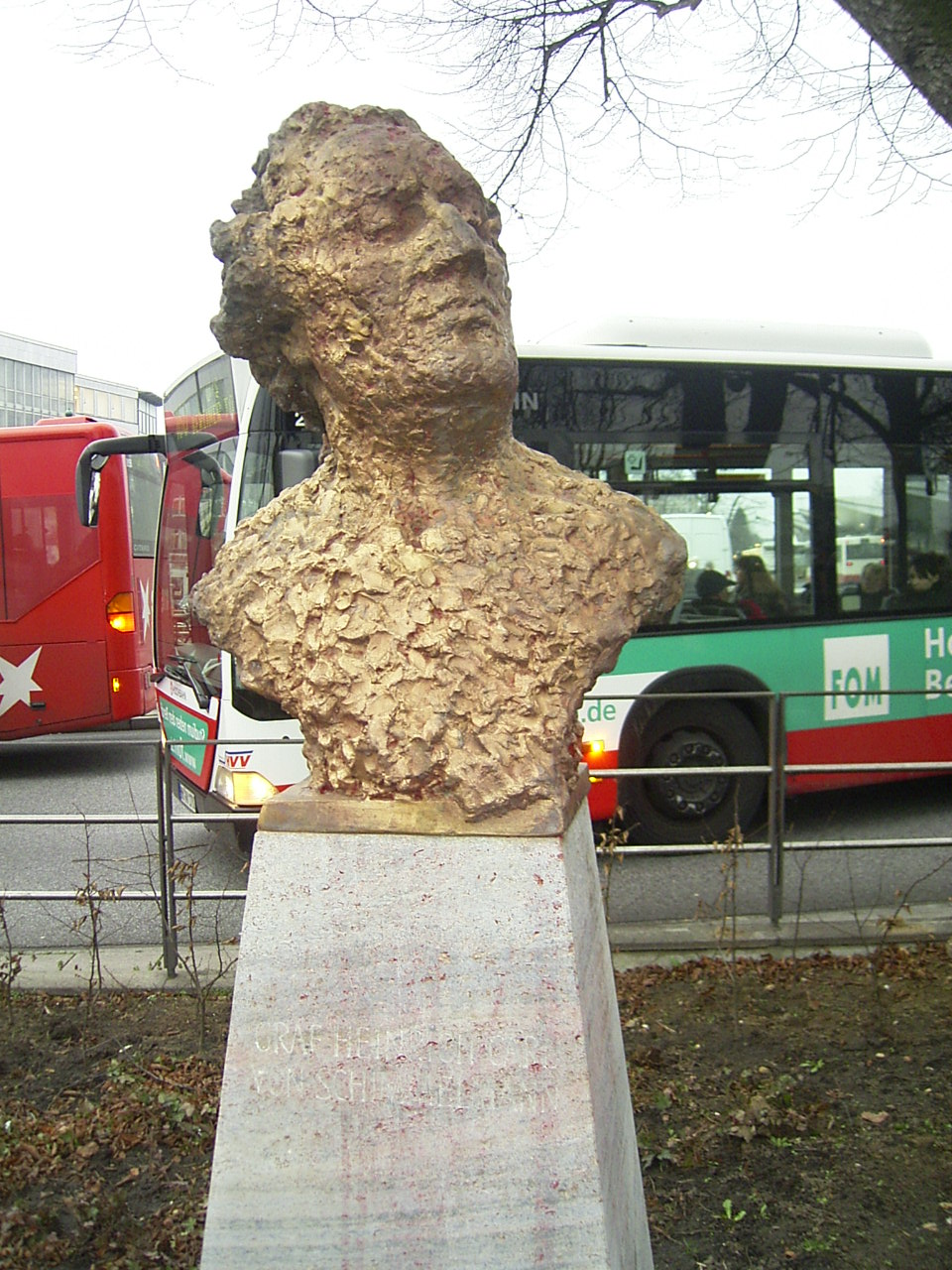
Бюст Генриха Карла Шиммельмана в Вандсбеке (Гамбург)

Генрих Карл Шиммельманн был одним из богатейших людей своего времени. Под Гамбургом он имел два поместья, выкупленных у семейства Рантцау. С его именем тесно связана история Аренсбурга и особенно Вандсбека, где он не только построил себе замок, но и во многом определял жизнь будущего гамбургского района. Он, в частности, способствовал экономическому развитию Вандсбека, стал издателем газеты Wandsbeker Bothe и ввёл в обиход лотерею, на доходы от которой основал благотворительный фонд помощи малоимущим, строил больницы и школы.
Наряду с благотворительностью занимался работорговлей. Бо́льшую часть своего богатства Шиммельман заработал за счёт торговли оружием и «чёрным товаром» в, так называемом, Атлантическом торговом треугольнике: между Европой, Африкой и Америкой. Главную прибыль обеспечивала торговля рабами, без которых не могли обойтись плантации хлопка и сахарного тростника. У самого Шиммельмана, вывозившего тысячи рабов из Конго и Ганы, было несколько плантаций на островах Карибского моря в Датской Вест-Индии, а также крупнейший в Северной Европе сахарный завод в Копенгагене и мануфактура по переработке хлопка.

## Память
- В 2006 году в Аренсбург Г. К. Шиммельманн был установлен каменный бюст, в 2010 году — бронзовый бюст в Гамбурге.